# Шоб, Франц
Франц Шоб (нем. Franz Schob; 15 января 1877, Меране — 20 августа 1942, Дрезден) — немецкий невролог и психиатр, профессор Дрезденского университета.

## Биография
Франц Шоб родился в семье пастора; он посещал «княжескую» гимназию «Gymnasium St. Augustin» в Гримме, после чего стал студентом медицинских факультетов в Лейпцигском и Тюбингенском университетах. Во время учебы, в 1896 году, он вошел в состав студенческого братства «Sängerschaft Arion-Altpreußen» в Лейпциге. Работал ассистентом психиатров Пауля Флексига (Paul Emil Flechsig (1847—1929) из Лейпцигского университета и Зигберта Гансера (Sigbert Ganser, 1853—1931) из Дрезденского. В Первую мировую войну Шоб являлся полковым хирургом, а в 1918 году — возглавил больницу по травмам головного мозга (Hirnverletzte). В 1921 году он отправился в командировку в Германский научно-исследовательский институт психиатрии (сегодня — «Max-Planck-Institut für Psychiatrie») в Мюнхен, где работал с Вальтером Шпильмейером (Walther Spielmeyer, 1879—1935).
В 1923 году Франц Шоб стал заведующим отделом в городском институте здравоохранения и гигиены в Дрездене. В 1925 году, также в Дрездене, он стал доктором наук, защитив диссертацию по детской психопатологии. В 1930 году Шоб стал экстраординарным профессором Дрезденского университета. 11 ноября 1933 года он был среди более 900 ученых и преподавателей немецких университетов и вузов, подписавших «Заявление профессоров о поддержке Адольфа Гитлера и национал-социалистического государства».

## Работы
- Ein Beitrag zur pathologischen Anatomie der multiplen Sklerose, Diss. 1907.
- Über psychische Störungen nach Durchschuss beider Stirnlappen, 1921/22.